# 大井邦雄
大井 邦雄（おおい くにお、1933年3月19日 - 2020年1月20日）は、日本の英文学者、早稲田大学名誉教授。

## 人物
新潟県長岡市生まれ。1954年新潟県立長岡高等学校卒、1959年早大文学部英文科卒、1964年同大学院博士課程満期退学。早稲田大学文学部助教授を経て教授。2003年定年、名誉教授。2014年、瑞宝中綬章受章。正五位。
シェイクスピア、エリザベス朝演劇が専門。
2020年1月20日死去。86歳没。没後に正五位に追叙された。

## 著書
- 『シェークスピアをめぐる航海』早稲田大学出版部, 1984
- 『シェイクスピア この豊かな影法師』早稲田大学出版部, 1998

### 編著
- 『『ハムレット』への旅立ち』編. 早稲田大学出版部, 2001

### 翻訳
- ジョージ・ピール『お婆ちゃんの冬物語』 (エリザベス朝喜劇10選) 早稲田大学出版部, 1988
- ヘンリー・ポーター『アビントンの焼きもち女房たち』 (エリザベス朝喜劇10選) 早稲田大学出版部, 1988
- フランシス・ボーモント『ぴかぴかすりこぎ団の騎士』 (エリザベス朝喜劇10選) 早稲田大学出版部, 1990
- ジョン・リリー『マザー・ボムビー』(エリザベス朝喜劇10選) 早稲田大学出版部, 1995
- ロバート・グリーン『ジェームズ四世のロマンス』(エリザベス朝喜劇10選) 冬木ひろみ共訳. 早稲田大学出版部, 1996
- ジェームズ・シャーリー『快楽夫人』(エリザベス朝喜劇10選) 早稲田大学出版部, 1998
- ジョン・フレッチャー, ウィリアム・シェイクスピア『イギリス・ルネサンス演劇集 2 二人の貴公子』早稲田大学出版部, 2004
- ハーリー・グランヴィル＝バーカー『シェイクスピアはどのようにしてシェイクスピアになったか』玄文社, 2011

## 論文
- ＜大井邦雄